# Pictetova–Spenglerova reakce
Pictetova–Spenglerova reakce je kondenzační reakce β-arylethylaminů s aldehydy nebo ketony následovaná uzavíráním kruhů. Objevili ji v roce 1911 Amé Pictet a Theodor Spengler.
Reakce se obvykle provádí v protickém rozpouštědle za kyselé katalýzy; vysokých výtěžků však lze dosáhnout také v aprotických prostředích, přičemž někdy ani není nutná kyselá katalýza. Pictetova–Spenglerova reakce je zvláštním případem Mannichovy reakce, probíhající podobným způsobem. Řídící silou reakce je elektrofilita iminiového iontu vytvořeného kondenzací aldehydu s aminem; tvorba tohoto iontu většinou vyžaduje kyselé prostředí, protože samotné iminy zpravidla nebývají dostatečně silnými elektrofily pro uzavírání kruhů.
Pictetovy–Spenglerovy reakce mají průmyslová i biosyntetická využití. Používají se v organických syntézách, například u alkaloidů, kde jejich prostřednictvím vznikají beta-karboliny. Přírodní varianty probíhají za přítomnosti enzymů, například striktosidinsyntázy. Produkty Piktetových–Spenglerových reakcí byly nalezeny v řadě výrobků z přírodních surovin, například sójových omáčkách a kečupech; prekurzory zde často bývají aminokyseliny, například tryptofan, a sacharidy patřící mezi aldózy.
Nukleofilní aromatické kruhy, jako jsou indoly a pyrroly, reagují s vysokými výtěžnostmi i za mírných podmínek; slabší nukleofily, například fenylové sloučeniny, vykazují nižší výtěžky, případně vyžadují vyšší teploty a použití silných kyselin. Původní Pictetovou–Spenglerovou reakcí byla kondenzace fenylethylaminu s dimethoxymethanem, katalyzovaná kyselinou chlorovodíkovou, vytvářející tetrahydroisochinolin.
Obdobná reakce aryl-β-ethanolů se označuje jako oxa-Pictetova–Spenglerova reakce.

## Mechanismus
Mechanismus reakce začíná vznikem iminiového iontu (2), po kterém následuje elektrofilní adice v poloze 3, vytvářející spirocyklickou sloučeninu 3. Po přesmyku proběhne deprotonace, která vytvoří produkt (5).

## Varianty

### Pictetova–Spenglerova syntéza tetrahydroisochinolinů
Při nahrazení indolové skupiny 3,4-dimethoxyfenylovou proběhne reakce nazývaná Pictetova–Spenglerova syntéza tetrahydroisochinolinů. Probíhá za tvrdších podmínek než indolová reakce a vyžaduje reflux a použití silných kyselin, například chlorovodíkové, trifluoroctové, a nebo superkyselin.

### Picetova-Spenglerova reakce sN-acyliminiovými ionty
Při Pictetových–Spenglerových cyklizacích lze použít acylaci iminiových iontů na N-acyliminiové. N-acyliminiové ionty jsou silnými elektrofily a většina aromatických kruhů se poté cyklizuje s dobrými výtěžky i za mírných podmínek a bez nutnosti katalýzy silnou kyselinou. Katalyzátory mohou být také chlorid zlatitý a trifluormethansulfonát stříbrný.
Reakcí tohoto druhu se vyrábí například tadalafil.

### Asymetrická Pictetova–Spenglerova reakce
Pokud se Pictetova–Spenglerova reakce provádí s jiným aldehydem než formaldehydem, tak se vytváří nové chirální centrum.
Byla popsána chirální Brønstedova kyselina, která může katalyzovat asymetrické Pictetovy–Spenglerovy reakce.

#### Diastereomerně řízené reakce tryptofanu
Reakce enantiomerně čistého tryptofanu nebo jeho alkylesterů s krátkými řetězci vytvářejí 1,2,3,4-tetrahydro-β-karboliny s novými chirálními centry na C-1, které mohou vůči C-3 karboxylu konfiguraci cis nebo trans. Tvorba cis formy je řízená kineticky, probíhá tedy za nižších teplot, zatímco při vyšších teplotách se reakce stává vratnou a většinou dochází k racemizaci. Převahy 1,3-trans produktů lze dosáhnout použitím Nb-benzylovaných tryptofanů, jež se dají připravit redukčními aminacemi; benzylovou skupinu lze oddělit hydrogenolýzou.
Signály C1 a C3 v 13C NMR jsou u cis produktů posunuté dolu oproti trans produktům.